# Portulaca quadrifida
Portulaca quadrifida je vrsta cvjetnice iz roda Portulaca, moguće porijeklom iz Afrike, ali sigurno raširena u tropima Starog svijeta i unesena drugdje. Skuplja se u divljini i jede u salatama ili kuha, te je omiljena hrana za kokoši i svinje.